# هارولد إل. براون
هارولد إل. براون (بالإنجليزية: Harold L. Brown)‏ هو سياسي أمريكي، ولد في 21 أغسطس 1946 في ريدينغ في الولايات المتحدة. نشط حزبياً في الحزب الديمقراطي. وقد انتخب عضو مجلس نواب بنسيلفانيا.